# Embolemus reticulatus
Embolemus reticulatus is een vliesvleugelig insect uit de familie van de peerkopwespen (Embolemidae). De wetenschappelijke naam van de soort is voor het eerst geldig gepubliceerd in 2000 door Van Achterberg.